# ترور (فیلم ۱۹۲۸)
«ترور» (انگلیسی: The Terror (1928 film)) فیلمی در ژانر ترسناک به کارگردانی روی دل روت است که در سال ۱۹۲۸ منتشر شد. از بازیگران آن می‌توان به می مک‌آووی، لوئیز فازندا، ادوارد اورت هورتون، و الک بی. فرانسیس اشاره کرد.